# Иванова, Лидия Александровна
Лидия Александровна Иванова (4 (17) октября 1903, Санкт-Петербург — 16 июня 1924, Ленинград) — артистка балета, солистка Петроградского театра оперы и балета.

## Биография
Лидия Александровна Иванова родилась 4 (17) октября 1903 года в Санкт-Петербурге.
Училась в Петроградском театральном училище (педагог О. И. Преображенская), после окончания которого в 1921 году была принята в Петроградский театр оперы и балета (бывш. Мариинский театр).
Посещала занятия А. Л. Волынского в «Школе русского балета». Ещё ученицей проявила себя очень талантливой танцовщицей. Студенты и преподаватели еще долго вспоминали, как на одном из экзаменов Лидия Иванова и Михаил Дудко в паре исполняли классический дуэт на музыку П. И. Чайковского, восторги выплеснулись тогда за пределы балетной школы и обоим учащимся пророчили великое будущее. Но жизнь обоих сложилась трагически.
В 1921 году, окончив училище, в связи с Октябрьским переворотом утерявшее название «императорского», Лидия Иванова была принята в Петроградский театр оперы и балета (бывший императорский Мариинский) и сразу стала получать сольные партии. Вместе с ней там работали ее соученики Г. М. Баланчивадзе (Дж. Баланчин) и А. Д. Данилова, с которыми Лидия Иванова дружила, вместе выступала и в конце концов должна была через три года совместно уехать из страны — чего так и не случилось.
Лидия Иванова признавалась восходящей звездой советского балета. Её педагог А. Л. Волынский, сам восхищаясь талантом своей недавней ученицы, писал, что её танец, небезупречный с точки зрения академического рисунка, был наполнен «драматической экспрессией». Начинающая танцовщица привлекала всеобщее внимание. Художница Зинаида Серебрякова создала несколько её портретов. Поэт М. А. Кузмин посвящал ей стихи. Критик А. А. Гвоздев писал о Л. Ивановой: «Обладая на редкость широким шагом и владея исключительно мощным прыжком, она поражала красотой вольного полёта и бурным размахом движений».
Жизнь молодой 20-летней балерины начиналась с огромного успеха. Она чувствовала себя счастливой, уже появилась и любовь — был жених. На главной ленинградской балетной сцене Лидия Иванова пробыла три сезона. Она работала много, но ни одной крупной партии она так не успела станцевать — просто по возрасту.
В 1922 году юная талантливая танцовщица вошла в петроградскую труппу «Молодой балет». Выступала в танцевальных номерах, поставленных Георгием Баланчивадзе, в том числе «Грустный вальс» на музыку Я. Сибелиуса.

### Смерть
Летом 1924 года предполагалась гастрольная поездка советских танцовщиков в Германию. В гастрольную труппу среди прочих артистов входили: Георгий Баланчивадзе, Александра Данилова и Лидия Иванова.
За полмесяца до отъезда, 16 июня 1924 года, Лидия Иванова с Георгием Баланчивадзе, Тамарой Жевержеевой (будущей Тамарой Дживой, женой Баланчивадзе), Николаем Ефимовым и Александрой Даниловой должны были вечером выступать в Измайловском саду, а днем, пока Лидия Иванова была свободна, она решила со своими знакомыми поехать кататься на лодке, это были: инженер (по другим данным — инструктор) Клемент, комендант бывшего Михайловского театра Андрей Языков, администратор Акдрамы (бывшего Александринского театра) Григорий Гольштейн и матрос И. Родионов. Прогулка оказалась роковой, у лодки перегрелся мотор, она остановилась, и в это время на нее наскочил большой пароход «Чайка». Из пяти человек двое — Иванова и Клемент, организатор поездки, утонули в Финском заливе. Тела утонувших найдены не были.
Смерть юной Лидии Ивановой породила много вопросов - было ли это стечением обстоятельств или преступление. Данилова и Баланчин склонялись к версии преступления. Эту же версию поддерживали и А. Волынский (в эссе «Адриенна Лекуврер»), и поэт М. Кузмин.
Мнения рассматривались разные: несчастный случай, месть талантливой танцовщице партнеров по сцене, организованное убийство сотрудниками ГПУ — все трое спасшихся были работниками ГПУ.

## Партии
- Белая кошечка, феи Крошек, Бриллиантов, Серебра («Спящая красавица»);
- Па-де-труа («Лебединое озеро»);
- Рыбачка («Дочь фараона»);
- Рабыня («Корсар»);
- Жемчужина («Конёк-Горбунок»);
- Участвовала в премьере танцсимфонии «Величие мироздания» — 1923, балетмейстера Ф. В. Лопухова.

## Память
- Лидия Иванова — прототип Вареньки Ермиловой из романа К. К. Вагинова «Бамбочада» (1931 г.)[1].